# 山岡聖怜
山岡 聖怜（やまおか せり、2006年11月13日 - ）は、日本の女性プロレスラー。福岡県出身。マリーゴールド所属。血液型AB型。姉はグラビアアイドルの山岡雅弥。

## 所属
- マリーゴールド（2025年 - ）

## 経歴
母の影響でウェイクボードを始め、小4でレスリングを始めた。レスリング強豪の高校に進学するも、ケガでレスリングを断念。ジュリアに憧れて、プロレスラーを目指すようになった。

### マリーゴールド
2024年8月17日の記者会見で入団が発表され、同時に2025年1月3日のデビューも発表された。12月10日の公開練習においてデビュー戦の相手がMIRAIに決定。
2025年1月3日、Marigold First Dream 2025の第2試合でデビュー戦を行い、MIRAIに延長戦の末にラリアートで敗れた。試合後には高橋奈七永とともにマリーゴールド・ツインスター王座を持つボジラ＆タンクに挑戦を表明。1月19日、タンクからジャーマンスープレックスで3カウントを奪取して勝利し、王座獲得。
2月20日、New Years Golden Garden 2025で林下詩美＆ビクトリア弓月を破り、ツインスター王座の初防衛に成功。

## タイトル歴
マリーゴールド
- マリーゴールド・ツインスター王座（第4代）（パートナーは高橋奈七永）